# 比拉斯布尔县 (喜马偕尔邦)

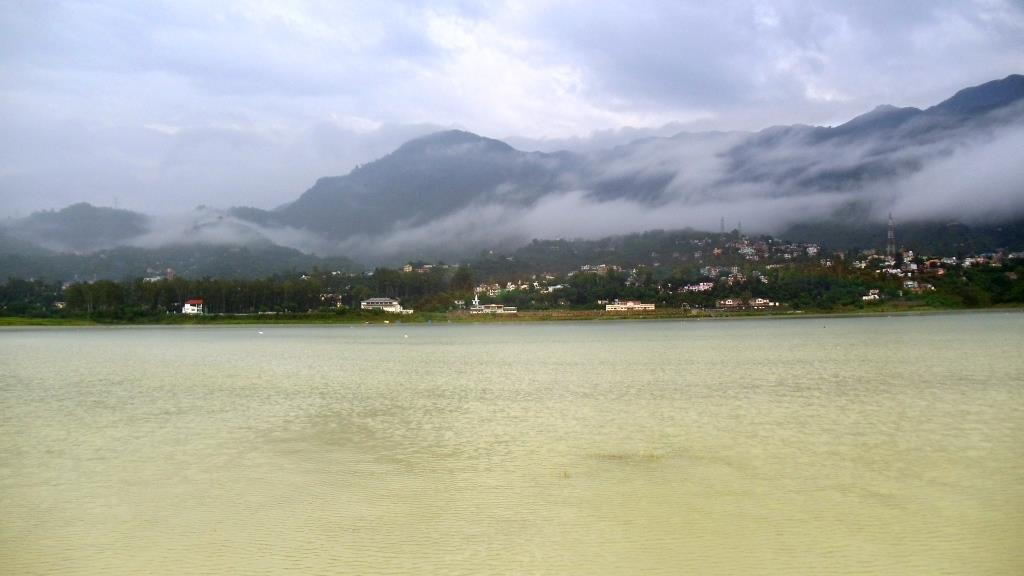
比拉斯普爾與Govind Sagar湖

比拉斯布尔县（Bilaspur district）是印度喜马偕尔邦所辖的一个县。比拉斯布尔县总面积1,167 km², 人口340,735 (2001年)。行政中心位于比拉斯布尔。该县以其象泉河上的Govind Sagar人工湖而知名。

## 行政区划
比拉斯布尔县分为3个乡。